# 超級殺手合唱團
超級殺手（英語：Slayer）是美國的鞭擊金屬樂團，1981年成立於加州亨廷頓公園。創團成員是鼓手戴夫·隆巴多和吉他手凱瑞·金。他們在1986年發行第三張專輯《血之王朝》後成名，並與金屬製品、麥加帝斯、炭疽並稱為「鞭擊金屬四巨頭」（有時稱作四大鞭）。自1983年首張專輯以來，樂團發行了12張錄音室專輯、3張現場專輯、5張影像作品、2個典藏套裝盒組、14支音樂錄影帶、2張迷你專輯。樂團有4張錄音室專輯獲得美國唱片業協會的金唱片認證，也獲得五次葛萊美獎提名，其中兩次成功獲獎。
超級殺手的音樂風格包括快速的交替撥弦、低音雙大鼓、不規則的即興音階和嘶吼唱腔。在原始陣容中，凱瑞·金、傑夫·漢尼曼和湯姆．阿拉亞負責填詞，樂團所有的作曲都是凱瑞·金、傑夫·漢尼曼和戴夫·隆巴多貢獻的。樂團的歌詞和專輯封面包括謀殺、連環殺手、戀屍癖、酷刑、精神病、種族滅絕、人體試驗、撒旦崇拜、仇恨犯罪、恐怖主義、宗教、反宗教、納粹主義和戰爭等主題。這些也導致了專輯的禁售、延遲發行、訴訟和宗教組織與公眾的強烈批判。然而，樂團的音樂仍然是非常有影響力的，許多樂團都表示在音樂和視覺藝術上都受到超級殺手的影響。1991年至2013年，樂團在美國售出490萬張專輯。在三十多年的音樂生涯之後，樂團于2018年1月宣布了最後的世界巡演，並于2018年5月至2019年11月完成了巡演，告别了舞台並解散。
2024年2月21日，超級殺手宣布復出。

## 歷史

### 組建與早期（1981 - 1983年）

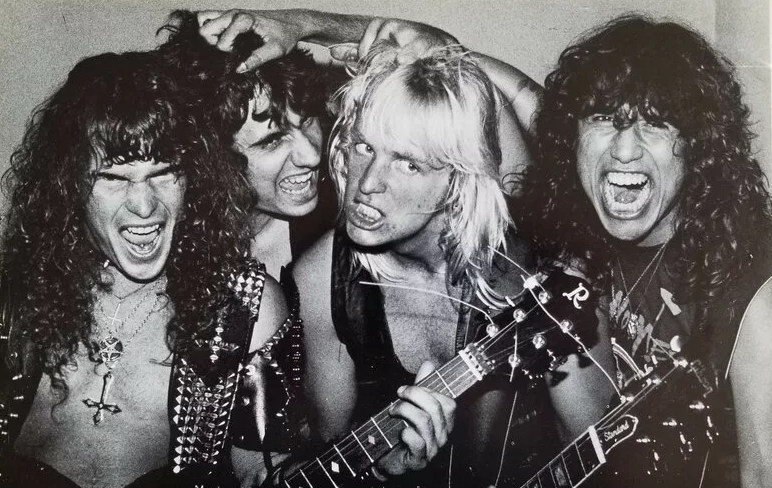
1983年的超級殺手，從左至右：
凱瑞·金（結他手）
戴夫·隆巴多（鼓手）
傑夫·漢尼曼（結他手）
湯姆·阿拉亞（主唱兼貝斯手）

1981年，吉他手凱瑞·金與鼓手戴夫·隆巴多在參加試音的時候認識，兩人很快就發現彼此有相近的音樂理念，隨後決定一起組建樂團，取名為超級殺手。有傳聞說樂團最早名為屠龍者，根據1981年一部名為《屠龍者》的電影命名的。不過當凱瑞在訪談中被問到：「你們是如何想到用屠龍者這個名字的？」，凱瑞回答說：「我們從沒有用過這個名字，時至今日這仍舊是樂迷間的謠傳」。他們迅速的招募到吉他手傑夫·漢尼曼，以及曾經和凱瑞一起演奏過的貝斯手兼主唱湯姆．阿拉亞。樂團開始在加州南部的一些派對和俱樂部翻唱猶大祭司和鐵娘子的歌曲，當時他們的舞台藝術中就採用了撒旦形象，其中包括五角星、化妝、鉚釘手環和倒置十字架等等。
1983年3月28日，賤人樂團邀請他們在安那翰擔任暖場表演，樂團表演了八首歌曲，其中六首為翻唱。前音樂記者、金屬刀唱片創始人兼執行長布萊恩·斯拉格爾也觀看了那場演唱會，他對超級殺手印象深刻，便到後台邀請他們參與合輯《金屬大屠殺III》的錄製。樂團痛快答應了，他們創作的〈掠奪者〉放在該合輯第一首。超級殺手也開始在美國地下音樂界建立人氣，布萊恩便與他們簽下了唱片合約。

### 《毫不留情》、《鬧鬼教堂》與《魔獄將至》（1983 - 1986年）

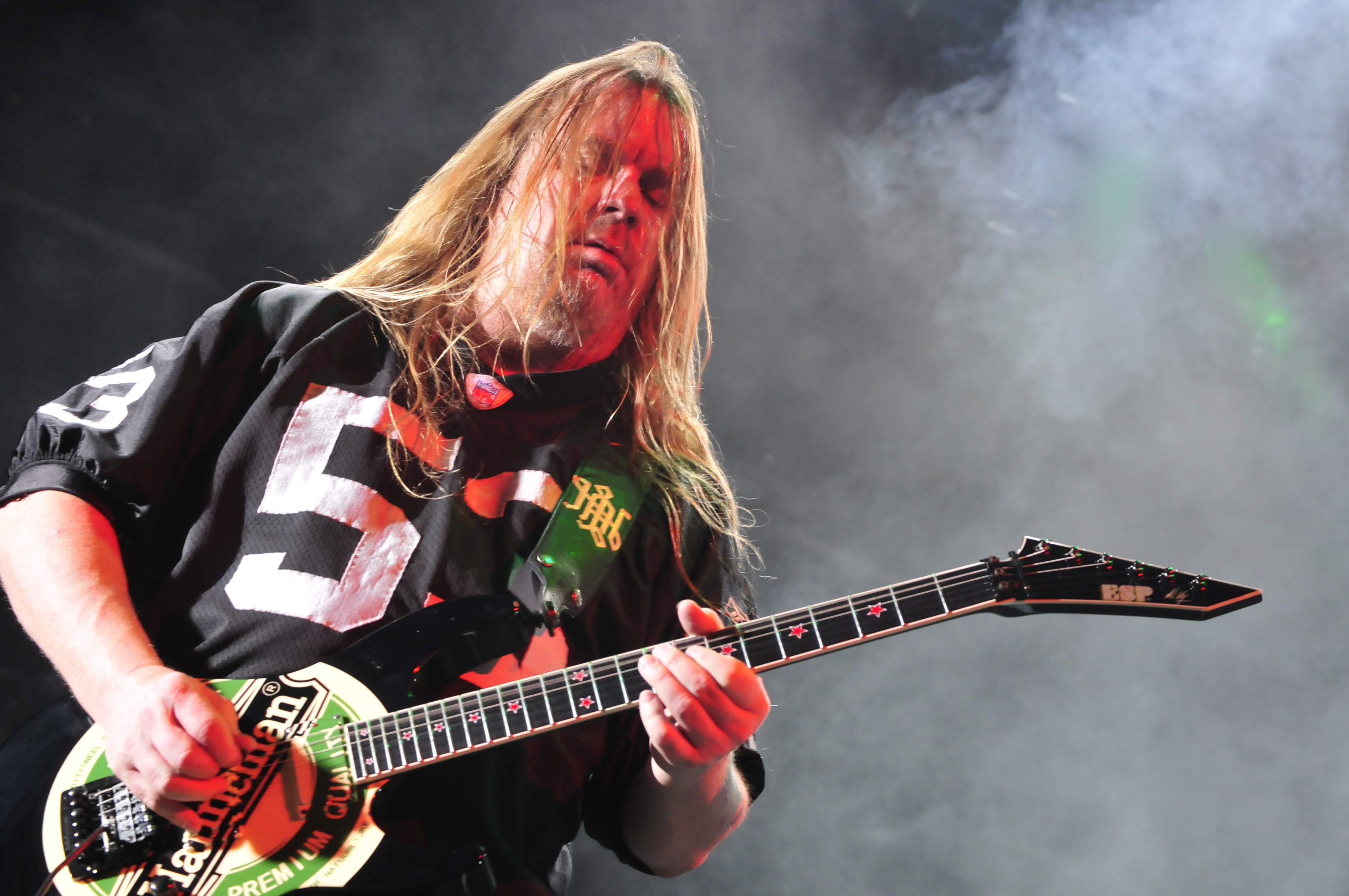
傑夫·漢尼曼擔任了樂團三十年的的吉他手位置，他於2011年因感染壞死性筋膜炎而無法演出。

但由於唱片公司無法提供錄製預算，樂團只能自己籌措資金，湯姆拿出以前擔任呼吸治療師的儲蓄，凱瑞也從父親那裡湊了一些錢。1983年11月，樂團憑藉這兩筆資金進入錄音室工作，12月3日發行首張專輯《毫不留情》，這張專輯使超級殺手在美國地下音樂界名聲大噪，他們在1984年自己開著卡車，進行了第一次全國俱樂部的巡演來宣傳專輯。巡演更進一步提升了樂團知名度，《毫不留情》在美國賣出超過兩萬張，在世界其他地區總共也賣出了約兩萬張。
1984年6月，發行迷你專輯《鬧鬼教堂》，收錄三首歌。這張作品比起首張專輯顯得更黑暗，也更貼近於鞭擊金屬，為樂團未來的發展指明了方向。迷你專輯的第一首歌〈化學武器〉成為超級殺手演唱會的必備曲目，自1984年以來幾乎每場演出都會演奏。在《鬧鬼教堂》發行後，樂團首次在歐洲亮相，他們在比利時的重音音樂節擔任幽浮的暖場，之後回到美國展開西岸鬧鬼巡演。
在巡演之後，凱瑞暫時離開樂團，支援前金屬製品吉他手戴夫·馬斯泰恩組的新樂團麥加帝斯。傑夫在一次巡演中表示：「我看我們需要找個新的吉他手了」。在參加了麥加帝斯五次演出後，當戴夫想要凱瑞成為他的正式樂團成員時，凱瑞又回到了超級殺手，並表示：「麥加帝斯真是浪費我的時間」。這次不愉快的合作也導致戴夫和凱瑞之間的不合，自然也使得兩個樂團的關係長期矛盾。在凱瑞歸隊後，超級殺手與毒液和出埃及一起參加了了1984戰鬥巡演，並於11月推出首張現場專輯《現場不死》。
1985年，樂團發行自製的首張影像作品《戰鬥之旅：終極復仇》，該影片拍攝於紐約54俱樂部的現場表演，這也是超級殺手在1984年與毒液和出埃及巡演中的一站。到1985年初期，首張專輯《毫不留情》已經賣出了超過四萬張，樂團回到了錄音室錄製他們的第二張專輯。這次金屬刀唱片提供了製作經費，於是樂團聘請了製作人羅恩·菲爾協助錄音。
1985年9月，發行第二張專輯《魔獄將至》，這張專輯進一步擴大了《鬧鬼教堂》中的黑暗氛圍，地獄和撒旦成為樂團常用的歌曲主題。這張專輯是超級殺手最具前衛色彩的作品，編曲複雜，歌曲也變得更長。專輯的開頭是一個惡魔般的聲音倒著念「加入我們」，在第一首曲目開始前有同樣的聲音念著「歡迎回來」。這張專輯是樂團又一次成功的作品，在當地的音樂媒體調查中，樂迷將超級殺手選為「最佳樂團」和「最佳現場演出樂團」，《魔獄將至》獲選為「1985年度最佳專輯」，鼓手戴夫也獲英國音樂雜誌《金屬之力》的讀者票選為「最佳鼓手」。

### 《血之王朝》（1986 - 1987年）

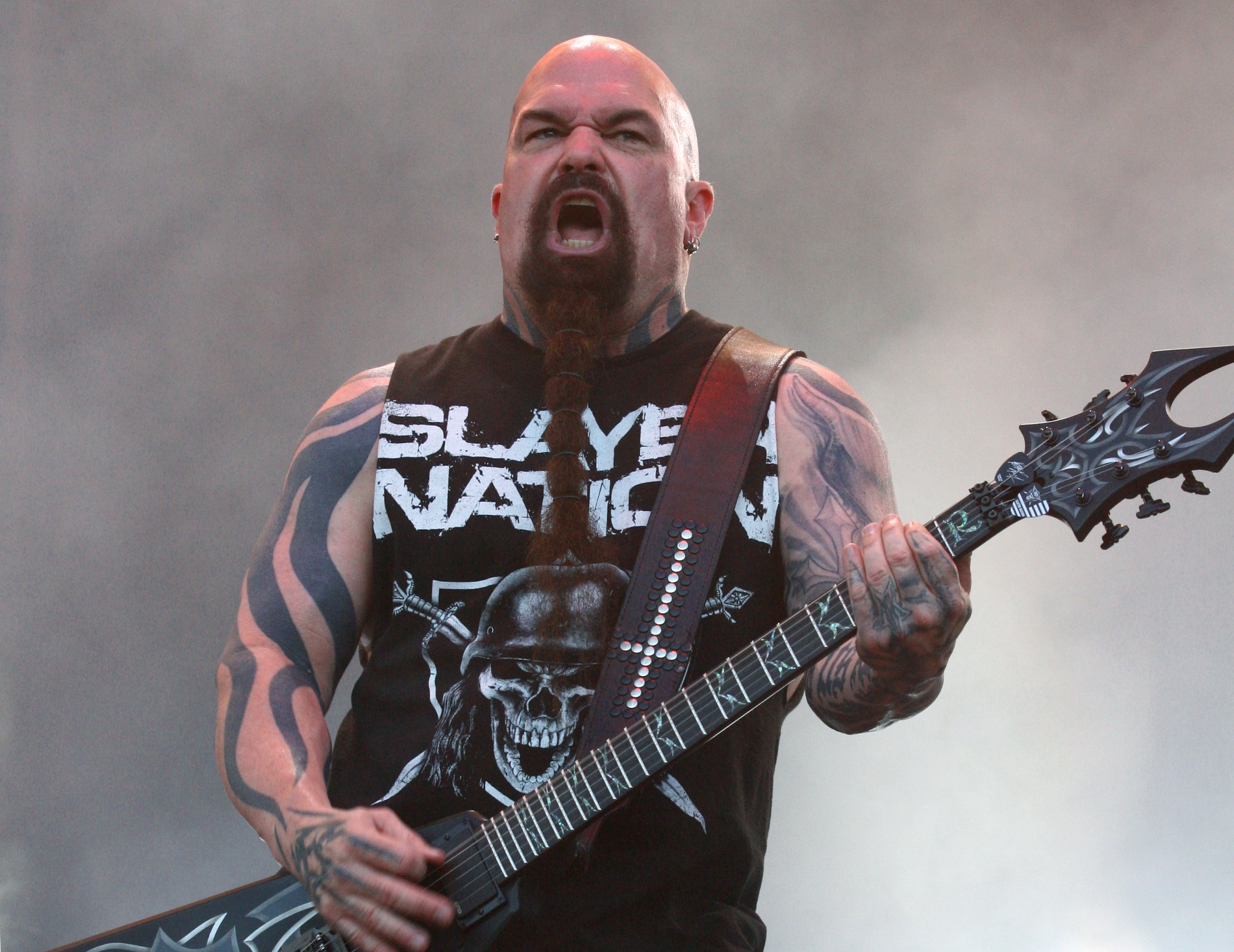
吉他手凱瑞·金是超級殺手兩個不變的成員之一。

在《魔獄將至》再次取得成功後，由羅素·西蒙斯和瑞克·魯賓新成立的街頭教父唱片簽下了超級殺手。憑藉經驗更豐富的製作人瑞克·魯賓和大廠牌提供的錄音資金，提升了樂團的音樂製作水準。超級殺手精進聲音的修飾，製作出更短、更快、音色更清楚的歌曲。《魔獄將至》中長而復雜的編曲已經消失，由更快速、更硬核龐克、更傾向鞭擊金屬的歌曲結構取代。
街頭教父唱片的發行商哥倫比亞唱片拒絕發行超級殺手的新專輯《血之王朝》，理由是專輯封面和歌詞內容具有爭議性。例如歌曲〈死亡天使〉描寫第二次世界大戰時期的納粹集中營和納粹德國醫生約瑟夫·門格勒的人體試驗。這張專輯最終決定於1986年10月7日由格芬唱片公司發行，不過由於爭議，《血之王朝》並未出現在格芬唱片公佈的發行目錄裡，而是低調發行。雖然這張專輯沒有得到任何廣告宣傳和電台的播放，但是它仍成為超級殺手第一張進入告示牌二百強專輯榜的作品，最高達到第94名，而且它也是超級殺手第一張被美國唱片業協會授予金唱片認證的專輯。
在1986年10月期間，超級殺手展開血之王朝世界巡迴演唱會，其中在美國與殺過頭共同進行演出，在歐洲則是與惡意。超級殺手也成為白人盎格魯的美國巡演暖場團。但是就在一個月後，鼓手戴夫退出了樂團，他表示：「我什麼錢都沒賺到，我想如果我們在一個大廠牌下並作為職業樂團，至少我的收入也要能付得起房租和水電瓦斯費什麼的吧」。為了繼續巡演，超級殺手邀請鞭策的鼓手托尼·斯凱榮內支援演出。然而，戴夫的妻子說服了他，於1987年又回到樂團中。在製作人瑞克的一再堅持下，樂團為電影《零下的激情》翻唱一首鐵蝴蝶樂團的歌曲〈語無倫次〉。樂團對於錄製出來的歌曲並不滿意，吉他手傑夫認為它是「超級殺手的失敗作品」，凱瑞則說它「純粹是坨屎」，不過這首歌卻成為超級殺手最先得到電台播放的歌曲。

### 《天堂南端》與《地獄四季》（1988 - 1993年）
1987年12月，樂團回到錄音室進行新專輯的錄製。與上張專輯《血之王朝》的快速相比，超級殺手這次刻意減慢了歌曲的節奏，並加入更多旋律性的演唱。傑夫表示：「我們知道我們不可能超越《血之王朝》，所以我們必須減慢節奏。我知道無論我們作出什麼樣的東西，人們都會把它和《血之王朝》做比較，而且我還記得，實際上我們還一起討論了要減慢歌曲的速度。這很奇怪，我們從未在別的專輯中試圖減慢速度，在《天堂南端》之前和之後都沒有過」。
1988年5月5日，發行第四張專輯《天堂南端》，雖然它當時是超級殺手商業上最成功的專輯，在告示牌二百強專輯榜上排到第57位，並成為第二張獲得金唱片認證的專輯，但是樂評和樂迷給予這張專輯褒貶不一的評價，美國線上音樂資料庫Allmusic認為這專輯：「富於攻擊性而有力量」，美國權威音樂雜誌《滾石》評價說：「真正具有攻擊性的撒旦主義作品」。樂團成員凱瑞說：「這張專輯是我表現最黯淡的一張作品」，而湯姆則稱《天堂南端》為「大器晚成」。
1989年，樂團與另一位製作人安迪·華萊士合作，一起進錄音室製作新專輯。在《天堂南端》創作出強烈的音樂反差後，樂團的音樂節奏回歸《血之王朝》時的快速，同時保留了旋律性。1990年10月9日，發行第五張專輯《地獄四季》，這也是超級殺手第一張在瑞克·魯賓的新公司美國教父唱片旗下發行的專輯（瑞克由於和街頭教父唱片總裁羅素·西蒙斯發生分歧所以自立門戶）。專輯在告示牌二百強專輯榜上最高排在第44名，並於1992年獲得金唱片認證。樂團到埃及拍攝了專輯同名曲〈地獄四季〉的音樂錄影帶，以吉薩金字塔群為主要背景。
超級殺手於1990年9月再次開始了現場演出，他們邀請麥加帝斯、自殺傾向和聖約樂團一同進行了歐洲的諸神之戰巡演。巡演演唱會的門票在黑市一路飆升到1000德國馬克。在美國鞭擊金屬達到顛峰之際，巡演於1991年5月起擴展到美國，樂團與炭疽和暖場樂團愛麗絲囚徒開始演出。超級殺手在1991年10月22日發行雙CD現場專輯《十年回顧》，以紀念樂團成立10週年。這張現場專輯在告示牌二百強專輯榜上排到了第55位。
1992年5月，鼓手戴夫由於與其他成員發生衝突，以及樂團在巡演時不允許他提出的育嬰假，再次退出了樂團。戴夫隨後與沃爾德馬爾·索里赫達組成蠱戮金屬樂團吸引力事業。超級殺手則招募了前禁令樂團鼓手保羅·波斯塔夫入替。1992年8月22日，樂團的新陣容在英國達寧頓堡的搖滾怪獸音樂節上首次亮相。保羅第一次的錄音室貢獻是樂團與饒舌歌手Ice-T合作翻唱了三首歌曲〈戰爭〉、〈英國82〉和〈失序〉，三首歌曲用於1993年電影《惡夜追殺令》的配樂。

### 《神的干預》與《不容置辯》（1994 - 1997年）

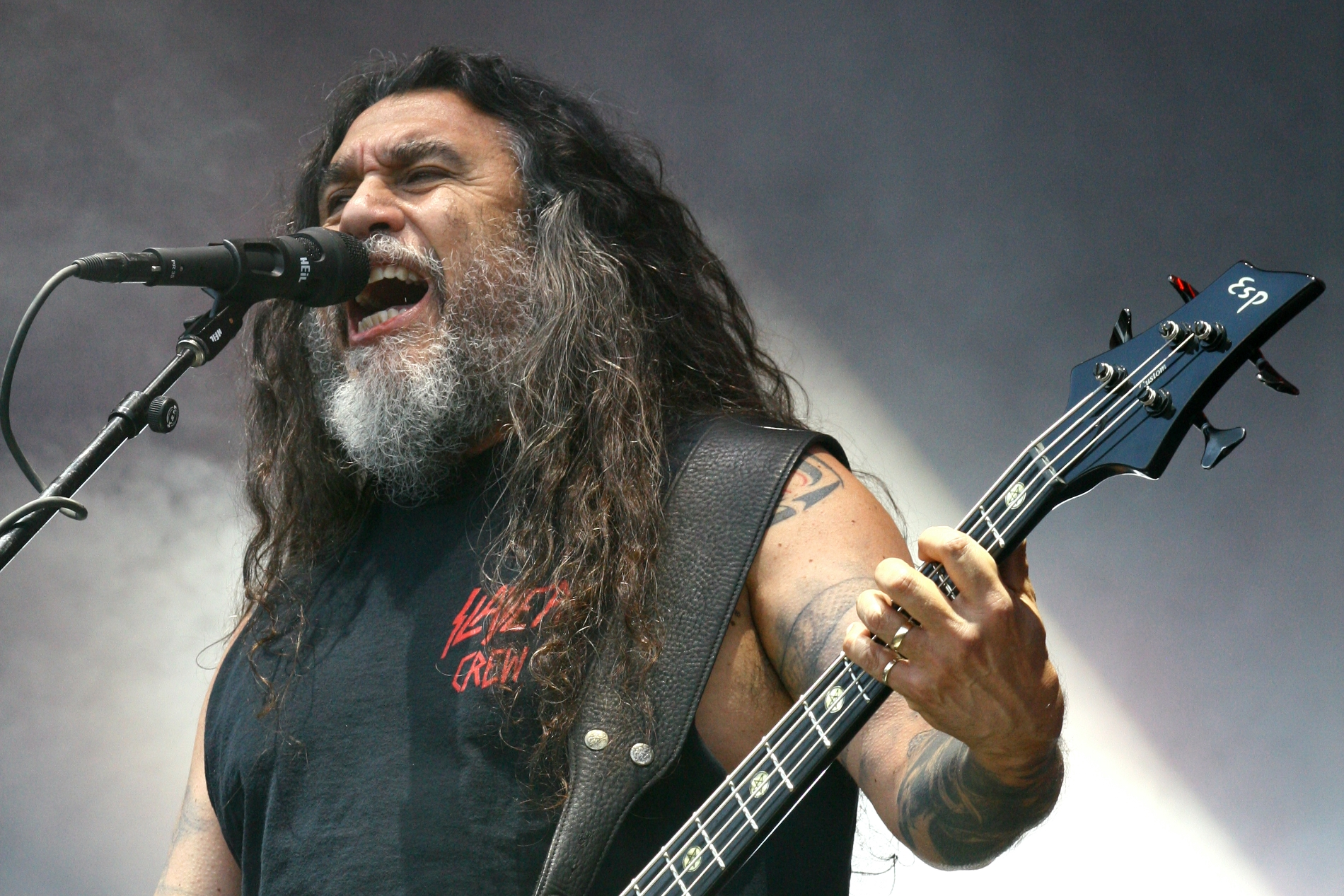
湯姆．阿拉亞是超級殺手兩個不變的成員之一。

1994年9月27日，發行第六張專輯《神的干預》，是第一張與新鼓手保羅合作的專輯。這張作品成為超級殺手歷來商業表現最棒的專輯，最佳成績達到告示牌二百強專輯榜第8名。專輯中的歌曲涉及猶太人大屠殺主要執行者之一的「納粹劊子手」萊茵哈德·海德里希，以及美國著名連環殺手和性侵犯傑佛瑞·丹墨，他在公寓中謀殺、強姦並虐待了17名受害者。其他主題包括謀殺、教堂的罪惡、政府的專制濫權等等。湯姆對連環殺手的興趣成為他填詞的最大靈感，當時樂團正面對市場中油漬搖滾的興起，但仍堅持自己極端的音樂方向。
超級殺手在1995年進行了世界巡演，暖場樂團為生化危機和機械頭。同年10月31日，樂團發行影像作品《侵犯實況》，其中收錄一首翻唱自毒液〈作法時刻〉的表演，是和機械頭的主唱兼吉他手羅柏·費林、鼓手克里斯·康托斯同台演奏。這次巡演後，超級殺手再度參加搖滾怪獸音樂節，該年度的頭條樂團是金屬製品。1996年5月28日，發行第七張專輯《不容置辯》，這是一張充滿龐克搖滾和硬核龐克翻唱作品的專輯，包括來自危險青年、自由之聲、愚蠢敗類、語言暴力、萬事通博士和丑角合唱團的作品，專輯也收錄了三首原唱歌曲〈雙子座〉、〈無法再忍你〉和〈該死的〉。後面兩曲是傑夫於1984年至1985年間的創作。保羅在專輯發行後不久離開了樂團，以發展他自己的音樂計劃。保羅離開後，聖約樂團的鼓手瓊·丹特入替。10月，樂團參加了第一屆奧茲音樂節，同場的演出名單包括奧茲·奧斯本、丹茲克樂團、生化危機、神碑和恐懼工廠。一年後，瓊·丹特由於和樂團成員不合遭到開除，保羅則回到樂團中繼續完成巡演。

### 《魔鬼音程》（1998 - 2000年）
1998年6月9日，發行第八張專輯《魔鬼音程》（拉丁語的“音樂中的惡魔”），登上告示牌二百強專輯榜第31名，首週銷售量超過四萬張。這張專輯也獲得褒貶不一的評價，批評意見包括專輯採用了一些新金屬元素，如吉他降調、陰暗的和弦結構與節奏等等。重金屬搖滾新聞網站長舌網評價道：「這是加入新元素的虛弱嘗試，表示樂團很努力，但還是希望超級殺手未來能夠多加展現他們之前的音樂」。《紐約時報》的樂評班·拉特利夫有著相同的觀點，他認為：「《魔鬼音程》的11首歌曲中有8首歌曲都很有現場感，但是在一些關鍵的灰色地帶上，樂團的節奏靈感卻顯露出疲態了」。
這張專輯是超級殺手第一次開始降低音調，例如在第一首歌曲〈苦澀的和平〉中，運用被中世紀教會稱為是「音樂中的魔鬼」、「惡魔的聲音」的三全音音階。超級殺手也與德國數位硬核組合阿塔力青年暴動合作了〈死而無喊〉，此曲作為電影《閃靈悍將》的配樂。不久後，樂團也參與了向黑色安息日致敬的合作專輯《人性本黑第二輯》，他們翻唱了〈死神之手〉。隨後，展開宣傳新專輯的世界巡演，並參加第三屆奧茲音樂節，同場的演出名單包括黑色安息日、奧茲·奧斯本、恐懼工廠、幽浮一族樂團、潘特拉、飛靈樂團和治療樂團。

### 《上帝恨我們》（2001 - 2005年）
由於重新混音和「太過露骨」的專輯封面，樂團的新作發行計畫經歷了一系列的推遲。2001年9月11日，終於發行第九張專輯《上帝恨我們》，超級殺手因此而首次入圍葛萊美獎，新專輯中的〈門徒〉獲最佳金屬樂演奏獎提名，不過最終敗給幽浮一族樂團。由於九一一襲擊事件後波及國際航空的影響，2001年的歐洲演出傷疤星球瀕臨取消。由於英國的航線被限制、演出行程也延後，原定的樂團如潘特拉、靜止X樂團、生化危機和失序影像都決定撤出計畫，最終留下了超級殺手和惡靈天皇在歐洲完成演出。卡司缺空由幻影樂團、烈焰邪神、寒月魔咒、死神之子和腐敗亡靈支援。英國伯明罕的演出僅有超級殺手、惡靈天皇、生化危機和憤怒機器。
鼓手保羅由於肘部舊傷會影響擊鼓，他在2001年聖誕節之前離開了樂團。當時超級殺手的《上帝恨我們》巡演還未結束，於是凱瑞又聯繫創團鼓手戴夫，並問他是否想完成餘下的演出行程，最後戴夫同意再次成為超級殺手的成員。
超級殺手在2003年秋天展開了巡演，只演奏《血之王朝》專輯中的曲目。他們演奏最後一首歌〈血如雨下〉時，成員都淋了滿身的人工血。2004年7月11日，在奧古斯塔市民中心的演唱會被錄製下來，並在同年10月26日發行為影像作品《霸權長存》。2003年7月29日，發行影像作品《沃菲爾德劇院之戰》。2003年11月25日，發行套裝盒組《天啟原聲》，其中包括了紀念品、現場專輯、DVD和各種周邊物品。從2002年到2004年，樂團共進行了超過250次巡演，在各大音樂節如H82k2、夏日之旅、奧茲音樂節、下載音樂節，和一次與滑結的歐洲巡演都是頭條樂團。在該年度的下載音樂節開始之前，金屬製品鼓手拉爾斯·烏爾里希因為不明原因的焦慮病症進了醫院，暫時無法演奏。主唱詹姆斯·海特菲爾德在最後關頭尋找願意支援的鼓手，隨後超級殺手的戴夫和滑結的喬依·喬迪森答應上台幫忙。

### 《神蹟再現》（2006 - 2008年）

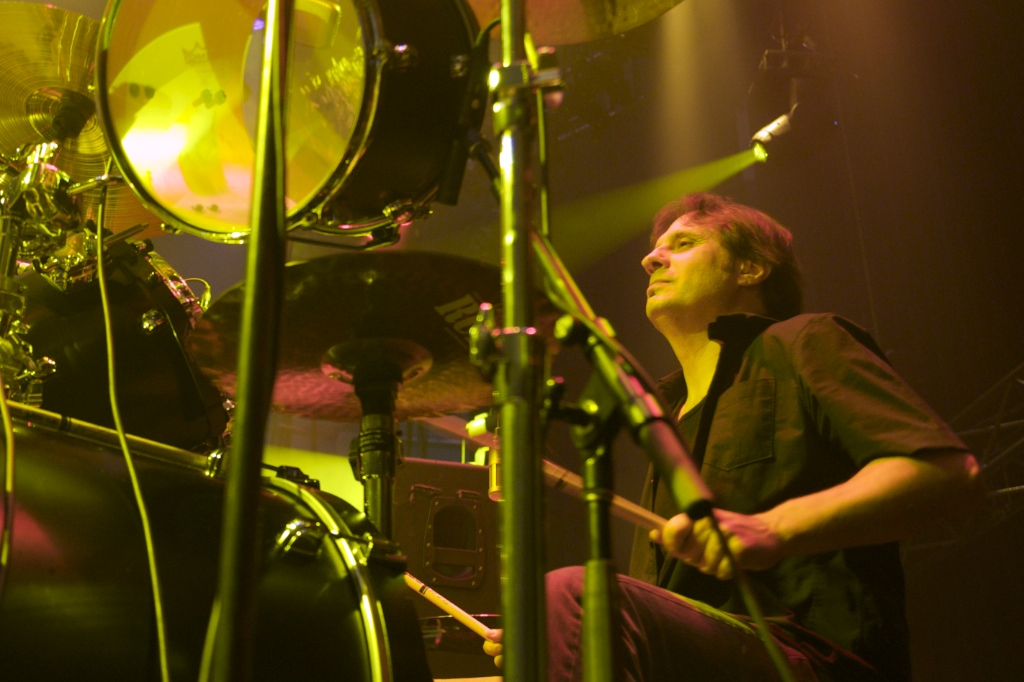
超級殺手創團成員戴夫·隆巴多，他一共進出樂團陣容三次。

專輯《神蹟再現》本來應於2006年6月6日發行，而且這也是戴夫自1990年專輯《地獄四季》以來再次參與超級殺手的錄音。然而，樂團又推遲了發行時間，因為他們不想跟許多樂團一樣選在這天發行專輯。凱瑞表示：「只有一些不夠格、他媽的愚蠢魯蛇樂團」才會選在6月6日發行專輯。但《今日美國》報導說是因為樂團沒有按時完成專輯錄製和混音工作，才取消這個計畫。超級殺手於6月6日發行限量版迷你專輯《永恆之火》，收錄了歌曲〈邪教〉、在德國演出時現場演奏的〈戰亂〉、〈邪教〉的音樂錄影帶和和一個5分鐘短片：一名超級殺手的樂迷將樂團的名字刺在他的手臂上。透過美國零售連鎖店熱門話題公司發行5000張，在幾個小時內便被搶購一空。6月30日，核爆唱片發行了一千張限量版彩膠唱片。
第十張專輯《神蹟再現》最終於2006年8月8日發行，並在告示牌二百強專輯榜上取得了第5名的成績，首週銷量超過六萬張。它成為超級殺手歷來排名最高的專輯，超越《神的干預》的第8名。不過，雖然《神蹟再現》首週專輯排名很高，到了第二週便下滑到第44名。專輯發行後三週，超級殺手由於對重金屬做出傑出貢獻，獲得英國Kerrang!音樂獎選入「Kerrang!名人堂」。
為了宣傳新專輯的邪惡軸心世界巡迴演唱會原定於6月6日展開，但因為主唱湯姆需要進行膽囊手術而延期到6月10日。這次巡迴的頭條樂團是超級殺手，其餘演出的還有烈焰邪神、死神之子、上帝羔羊、大隻佬樂團、神之血眼（湯姆的哥哥強尼．阿拉亞所屬）和泰德之鎚。巡演先後在北美和歐洲各地舉行，除了神之血眼，所有樂團在2006年10月15日的日本大聲公園音樂節上團聚。
樂團為新專輯的第一首歌曲〈瘋人之眼〉製作了音樂錄影帶，並於2006年10月30日發行為單曲。這首歌在恐怖電影《奪魂鋸3》的原聲專輯中也出現了，並且獲得第49屆葛萊美獎「最佳金屬樂演奏獎」，不過超級殺手因為還在巡演行程中而無法出席頒獎典禮。一週後，樂團參觀了位於德國斯潘達勒姆的美國空軍基地並進行演出，這是樂團首次到軍事基地演出。2007年1月19日，樂團首次登上電視聯播網的節目，他們參加了美國廣播公司《吉米夜現場》，在錄影現場演奏〈瘋人之眼〉，並在節目後為歌迷又演奏了五首歌曲，不過當中〈Jihad〉的演唱最終由於歌詞的原因被審查禁播.。
2007年4月，超級殺手與大隻佬樂團一起在澳大利亞和紐西蘭演出，也出現在下載音樂節和搖滾之戒音樂節上，之後再與瑪麗蓮·曼森及嗜血大帝進行了夏季巡演。隨後樂團發行《神蹟再現》的特別版，包括新的專輯封面、新歌曲〈最後的六〉、紀錄片和現場演唱會影像。其中〈最後的六〉獲得第50屆葛萊美獎「最佳金屬樂演奏獎」，這是樂團第二次並且蟬聯榮獲葛萊美獎。
2008年，在與媒體的採訪中，湯姆表示對樂團未來的走向不明確，他看不到自己職業生涯的未來在哪裡，樂團只要再完成一張錄音室專輯後，與唱片公司的合約便完成了，並且他也不希望自己年紀大了還在舞台上表演：「超級殺手需要坐下來好好談談未來」。而凱瑞則對媒體表達較樂觀的態度，他表示樂團至少會再出兩張專輯，之後才有考慮解散的可能性：「我們明年2月（2009年2月）就要錄製新專輯，我們有自己的時間安排，而且我認為我們有精力再做那麼一兩張專輯的。我認為直到樂團裡有個人說『我不干了，我不想繼續了』，到那時才是樂團解散的時機。不過就目前而言，我的感覺很好！我看不出有什麼不再做新專輯的理由」。2008年10月至11月間，超級殺手與混種魔獸、大隻佬樂團和維京戰神一同在歐洲展開邪惡軸心世界巡迴演唱會：第三章。

### 《血染地球》與四巨頭聯合演出（2009 - 2011年）

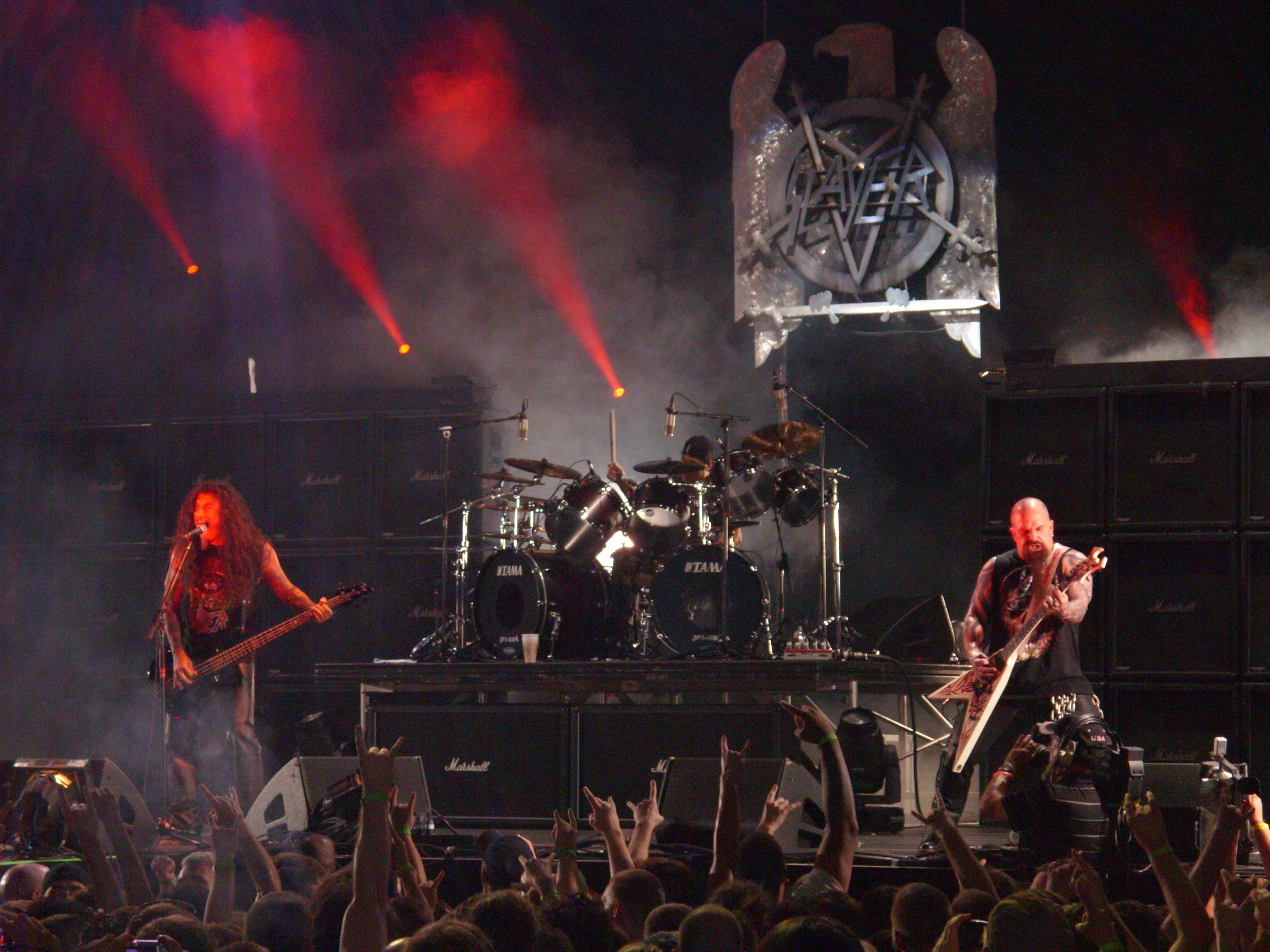
2009年的超級殺手

2009年4月，樂團與麥加帝斯同掛頭牌，一同在名為加拿大屠殺的四場巡迴中演出，這是他們睽違十五台的同台演出，由機械頭和悄聲終結暖場。7月，超級殺手參加了混亂音樂節。11月3日，透過改名後的美國唱片發行第十一張專輯《血染地球》，登上告示牌二百強專輯榜第12名。樂團表示，這次採用了許多過去專輯裡的元素，包括《天堂南端》、《地獄四季》與《血之王朝》。
「鞭擊金屬四巨頭」— 麥加帝斯、金屬製品、炭疽和超級殺手，同意在2010年攜手合作，一同在歐洲音球音樂節上進行首次的聯合巡演。凱瑞表示：「這次巡演最終確定了，樂迷們的願望也終於得以實現，這簡直不可思議！」。從6月16日到27日，四巨頭先後在波蘭、瑞士、捷克、保加利亞、希臘、羅馬尼亞、土耳其進行了七場演出。當中在保加利亞的演出，不但透過衛星直播到多間電影院，也拍攝為影像作品《鞭金四大天王：史無前例經典現場》。美國線上音樂資料庫AllMusic表示：「每個樂手都難以置信的精力充沛，人群非常激情。所有四支樂團同台演出，是一次歷史性的高潮」。美國入口網站About.com也說：「這場音樂會是近代金屬史上的重要時刻，也是一次大事件，儘管他們都上了年紀，但演出內容仍舊非常偉大」。7月至10月，在四巨頭聯合演出之後，樂團和麥加帝斯展開美國大屠殺巡演。樂團表演《地獄四季》的曲目，而麥加帝斯表演了《歸於死寂》的曲目，這兩張都是1990年發行的專輯。年底時，麥加帝斯、超級殺手和炭疽加入獵人大師音樂巡迴。在最終場演出中，凱瑞加入麥加帝斯的舞台，這是他從1984年支援之後的首次同台。

### 傑夫·漢尼曼逝世、《冷血無情》（2011 - 2016年）

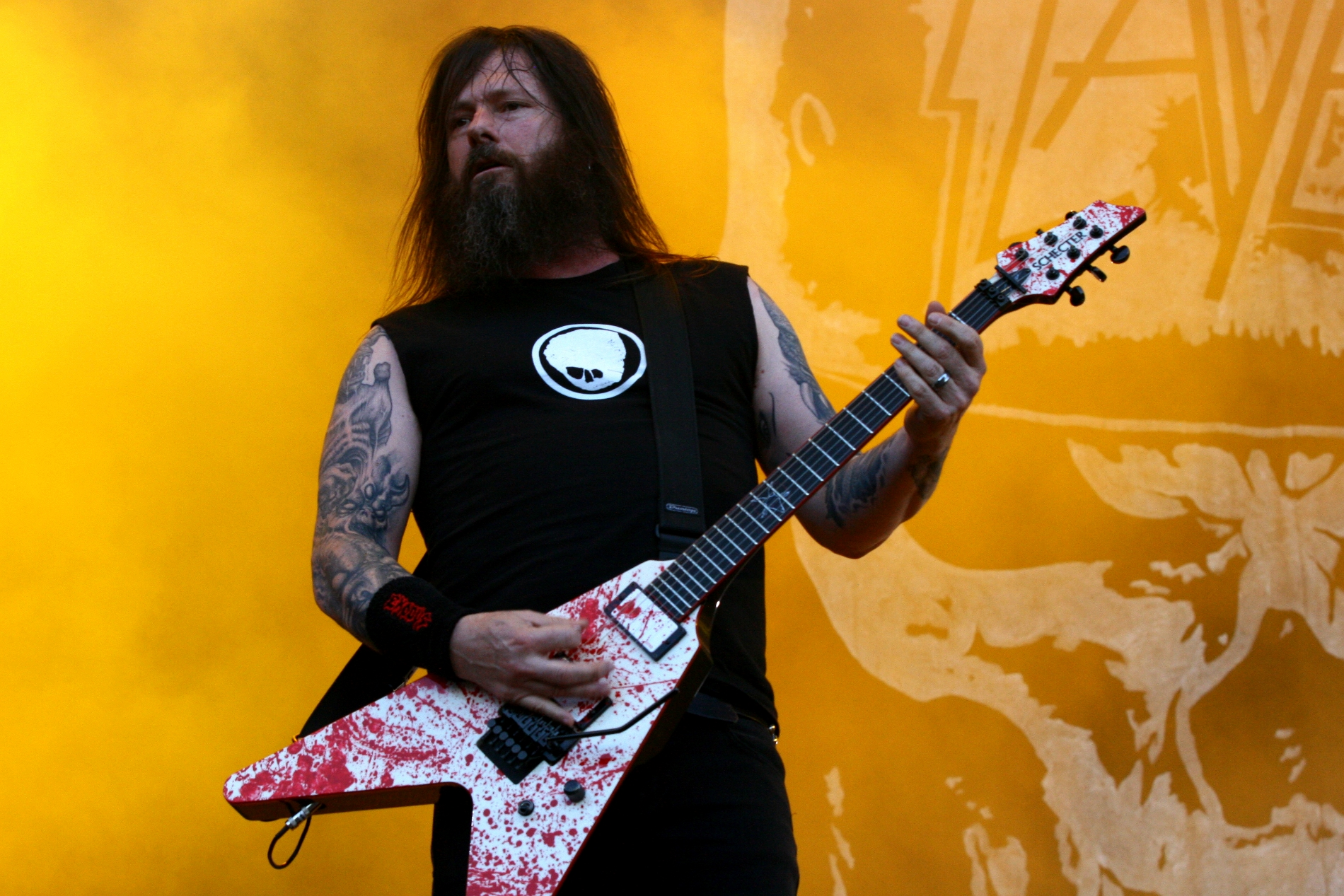
出埃及 (美國樂團)吉他手蓋瑞·霍特於2011年開始擔任超級殺手演出的支援樂手。在傑夫·漢尼曼於2013年逝世後，成為正式成員。

2011年初，傑夫感染壞死性筋膜炎。據樂團透露，傑夫先前到澳大利亞演出前被蜘蛛咬傷而染病。湯姆說：「傑夫的狀況很嚴重，因為感染導致他手臂的骨肉都被細菌侵襲而壞死，所以醫生們只能剖開他的手臂，從手腕到肩膀都切開了，他們幫他進行了清創和植皮手術...這是一種會吃肉的病毒，所以他真的很糟糕，我們只能等待他好轉，當他百分之百痊癒的時候，他就會回來加入我們」。樂團決定在傑夫缺席的情況下繼續即將到來的巡演，由出埃及的吉他手蓋瑞·霍特和食人殭屍的吉他手帕特·奧布賴恩擔任支援樂手。
2011年3至4月，樂團繼續與麥加帝斯展開歐洲大屠殺巡演。4月23日，「鞭擊金屬四巨頭」首次在美國聯合演出，地點位在加州帝國馬球俱樂部，當天傑夫短暫回到了舞台，彈奏〈天堂南端〉和〈死亡天使〉兩首歌，這是他最後一次與超級殺手的現場表演。7月2日至7月9日，「鞭擊金屬四巨頭」在德國、瑞典、義大利、英國、法國聯合演出。其中在奈柏華茲音球音樂節上，是四巨頭第一次在英國的演出。9月14日，「鞭擊金屬四巨頭」在美國紐約洋基體育場聯合演出。
當媒體問及超級殺手是否會製作新專輯時，戴夫回答說：「是的，即使還沒開始寫素材，但絕對有這個計畫」。然而湯姆卻表示，除非傑夫的病情好轉，不然樂團不會開始進行新專輯的工作。為了慶祝《血之王朝》發行二十五週年，樂團在倫敦亞歷山德拉宮舉行的明日狂歡派對節上演奏《血之王朝》的歌曲。2011年11月，戴夫在推特上發文，表示樂團已開始寫新歌。這意味著傑夫的病情可能好轉，並且準備進錄音室工作。戴夫和凱瑞在這一年完成了三首歌。樂團計劃於2012年3月或4月進入錄音室，並希望在5月下旬的美國巡演前錄製專輯，然後於當年夏天發行。然而到了6月，凱瑞表示新專輯還沒有完成，可能會在2013年發行。7月，凱瑞公開了〈追逐死亡〉和〈暴怒〉兩首新曲。
2013年2月，由於樂團成員在酬勞問題上發生爭執，戴夫在澳大利亞聲浪音樂節開始前被超級殺手開除。超級殺手和美國唱片發表聲明稱：「戴夫先生在計畫離開澳大利亞不到一個星期前，提出他一套個人全新的條款，這些條款與之前談妥的相反」。前鼓手瓊·丹特在聲浪音樂節期間暫時取代了戴夫的演奏位置。5月份，另一位前鼓手保羅·波斯塔夫重新回到超級殺手陣容。
2013年5月2日上午，吉他手傑夫·漢尼曼在南加州因肝功能衰竭逝世，享年49歲。凱瑞證實超級殺手仍然會繼續活動，他說：「傑夫將會永遠存在大家的心中，雖然發生如此悲傷的事情，但我們要繼續下去 — 帶著傑夫的份一起前進」。然而，湯姆對樂團的未來更加不確定，他表示：「傑夫在樂團待了三十年，這樣一來就等於要重新開始」，他並認為超級殺手的樂迷們不會同意這樣的決定。儘管樂團的未來存在不確定性，但超級殺手仍然在進行巡演。此外，據美國音樂雜誌《Loudwire》報導，新專輯仍將收錄傑夫生前撰寫的素材。
2014年4月24日，在美國音樂雜誌《左輪手槍》舉辦的金神獎頒獎典禮上，超級殺手演奏了新曲〈暴怒〉，並宣布已經和核爆唱片簽約，將在2015年發行新專輯。而已經擔任三年支援樂手的蓋瑞·霍特，雖然沒有參與新專輯的創作，但也取代傑夫留下的位置成為正式成員。2015年，超級殺手再度參加了混亂音樂節。2015年9月11日，發行第十二張專輯《冷血無情》。10至11月，舉行宣傳新專輯的歐洲巡演。並在次年2至3月，舉行宣傳新專輯的美國巡演。

### 取消第十三张专辑，告别巡演和解散（2016年 - 2019年）
2016年8月，媒體向凱瑞詢問是否還會有下一張新專輯時，他表示：「因為我們寫了很多材料，所以從上一張專輯中還剩下很多東西，其中一些都錄起來了。如果最終的歌詞決定不改，那就是已完成的歌曲了。即使沒有在錄音室工作，我也依然維持在隨時可創作的狀態中，只要想到一個即興重覆段我就會錄起來，我這樣子很久了，所以樂團的輪子還在轉動。不論最終有沒有新專輯，我都會做我份內該做的事。不過說真的，《冷血無情》發行還不到一年耶！」，他補充說，超級殺手至少在2018年之前都不會進錄音室。同年10月，凱瑞表示他參與了下一張新專輯的歌曲創作中，也已經讓新任吉他手蓋瑞放手去寫歌了。
2018年1月22日，乐队宣布要举行全球告别巡演。乐队首先在五月和六月在北美开始了巡演，陪同的有上帝羔羊、炭疽乐队、Behemoth乐队和圣约乐团。随后乐队在七月和八月期间在北美进行了第二阶段巡演，Napalm Death接替了Behemoth的位置。十一月和十二月中，乐队在上帝羔羊、炭疽乐队和Obituary乐队的陪同下在欧洲进行巡演。乐队在2019年继续着告别巡演，演出的地方包括南美、澳大利亚和日本，同时还间或参加了一些欧洲音乐节。
霍特曾声称乐队在告别巡演结束前不会发行新的专辑。全球巡演的最后一段，也是北美巡演的最后一段，被称为“最终战役”，于2019年11月结束。支援乐队包含Primus乐队、内阁乐队，以及“Philip H. Anselmo & The Illegal”乐队。
尽管巡演被称为乐队的告别巡演，乐队经理Rick Sales声明乐队并非要解散，而是再也不会进行现场演出。但凱瑞金的妻子稱樂隊沒有機會再合體演出或發表新作品。2020年8月，金的妻子再次排除樂隊合體的可能，表示不再合體。

## 音樂風格與創作過程

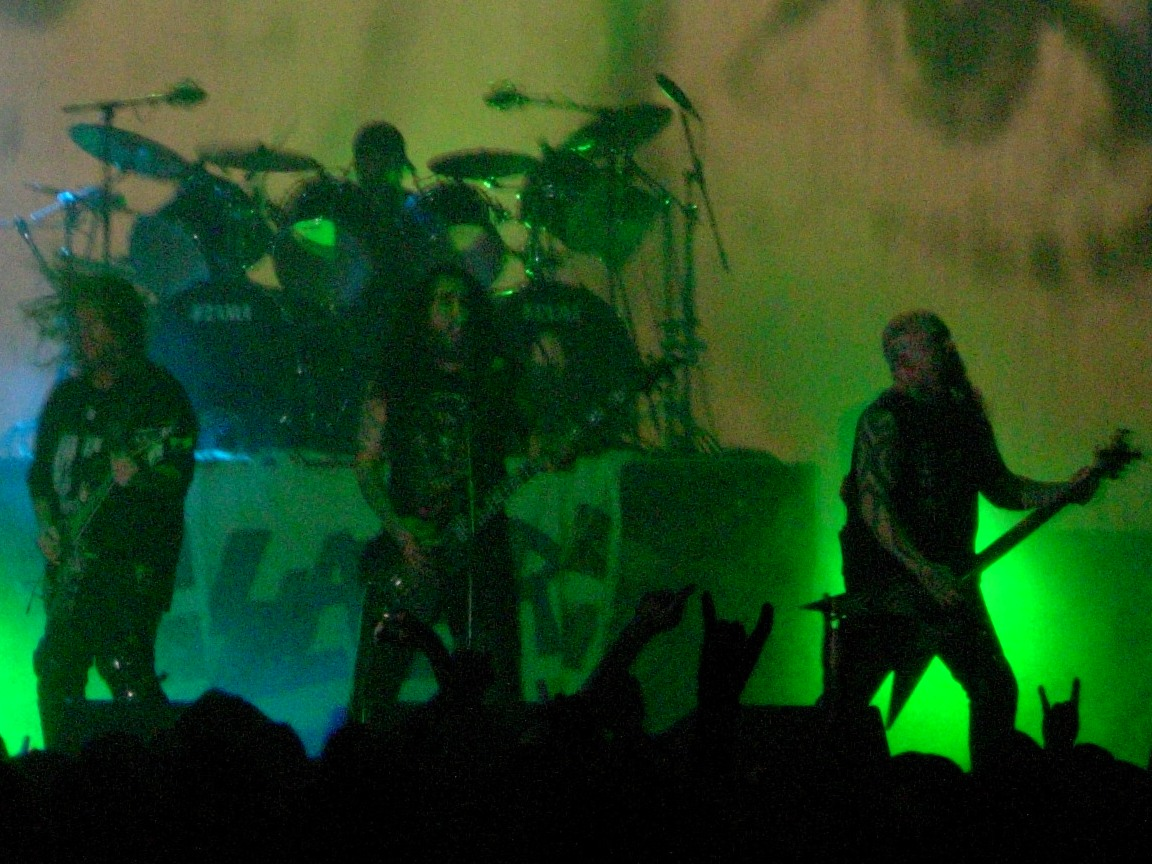
傑夫、凱瑞和湯姆是樂團歌詞的主要創作者。

超級殺手的早期作品被讚譽為「飛快的速度和強大的力量」，融合硬核龐克的結構和速度金屬的節奏，樂團創作出快速且極富侵略性的音樂。第三張專輯《血之王朝》是樂團最快的專輯，平均節奏達每分鐘220BPM。第八張專輯《魔鬼音程》開始採用C♯調音。第九張專輯《上帝恨我們》開始採用降B調弦、B♭調音和七弦吉他，美國線上音樂資料庫AllMusic表示這張專輯聽來「令人難以置信的殘暴」
。有部分樂迷將《上帝恨我們》歸類為新金屬。
傑夫與凱瑞的雙吉他演奏被譽為是「狂野混沌」及「扭曲的奇才」。創團鼓手戴夫使用雙大鼓配雙踏板（而不是單大鼓配雙踏板），他力道扎實、極高速和侵略性的擊鼓風格，獲《鼓手世界》譽為「雙踏大鼓教父」。在原始陣容中，傑夫、凱瑞和湯姆是樂團歌詞的主要創作者。而傑夫、凱瑞和戴夫則是作編曲的主力，有時湯姆也會寫歌。湯姆最早的歌詞貢獻出現於第四張專輯《天堂南端》，與傑夫一起合作。傑夫表示：「在我們樂團裡，寫詞和音樂都是自由的，只要有人突然有了靈感，任何人都可以寫任何東西。一般來說我的創作會多一點，凱瑞也是一樣。其實只是誰動腦的多，誰都可以寫、什麼東西都可以寫。如果是好的東西我們就用，不好我們就放棄」。
在創作素材時，樂團首先是做出音樂，再填詞。凱瑞和傑夫會使用多軌錄音和鼓聲音源機向其他成員展示他們創作的即興重覆段，然後交換意見。接著樂團透過重覆段演奏出基本架構，然後再找出獨奏橋段的位置、進入填詞的研究階段。傑夫、凱瑞和湯姆各自有不同的填詞風格，傑夫的歌詞時常涉及納粹、宗教與戰爭；凱瑞的歌詞一般都是反宗教的；湯姆寫的歌詞通常比較少引起外界爭議，如連環殺手和戰爭。

## 影響力、開創性、成就與地位

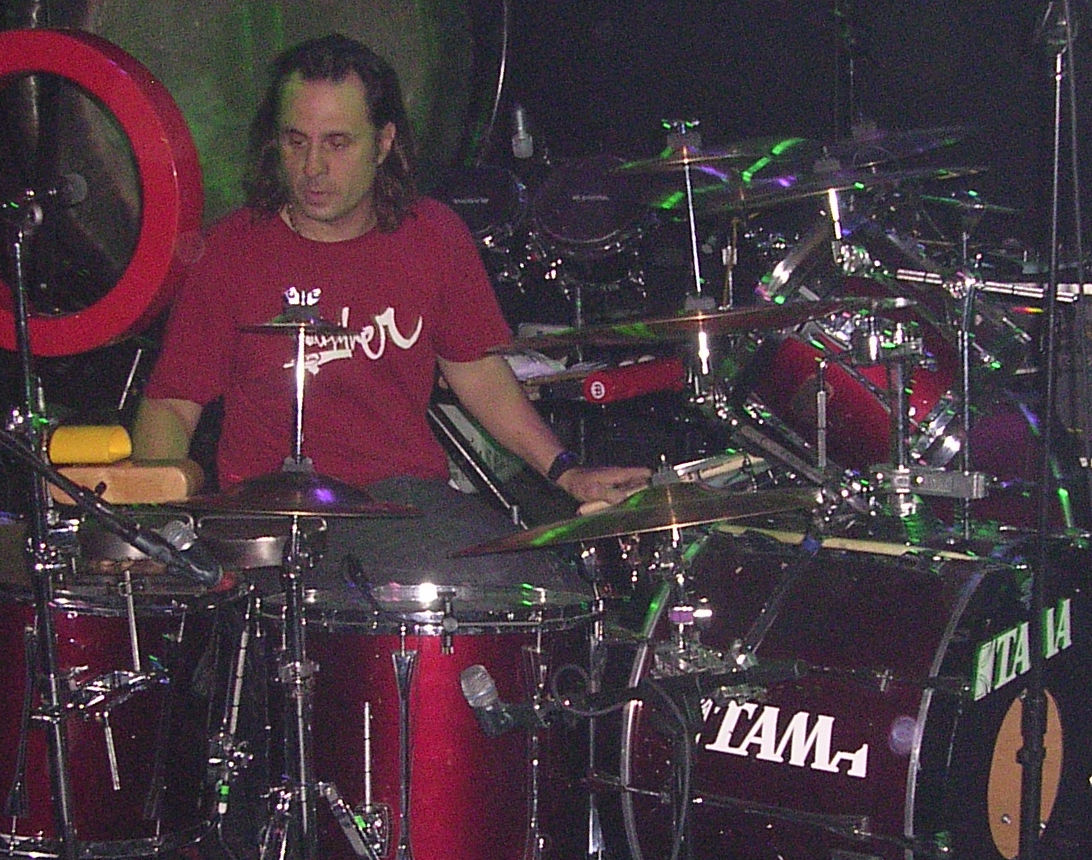
戴夫極高速和侵略性的擊鼓風格，獲《鼓手世界》譽為「雙踏大鼓教父」。

超級殺手是重金屬音樂史上最具影響力的樂團之一。美國線上音樂資料庫AllMusic認為，超級殺手的音樂形式讓它成為「鞭擊金屬四巨頭」中最強硬有力的樂團。美國音樂頻道MTV評論：「超級殺手展現極沉重的旋律、侵略性高的吉他音色、殘暴兇猛的歌詞和精美的藝術作品，為數十種新興的鞭擊金屬風格設下了標準。他們的音樂是造就死亡金屬崛起的直接因素」，並將樂團列為「有史以來最偉大的金屬樂團」第6名。美國電視頻道VH1將超級殺手列為「百大優秀硬搖滾樂團」第50名。2004年，美國音樂雜誌《吉他世界》將傑夫與凱瑞譽為「有史以來最偉大的金屬吉他手」第10名，兩人也獲得美國音樂雜誌《左輪手槍》的讀者評選「最佳吉他手組合」。同時，鼓手戴夫同時獲得「最佳鼓手」，而超級殺手也在「史上最佳樂團」、「最佳現場樂團」、「年度最佳專輯」和「年度最佳樂團」這幾個欄位中進入前五名。
英國音樂作家喬爾·麥克弗爾認為：「超級殺手對極端金屬非常有影響力，特別是在死亡金屬和黑金屬流派的發展過程中」。英國金屬雜誌《恐怖份子》評論：「我們都知道，如果沒有超級殺手的影響，極端金屬今天就不會存在了」。死神和大屠殺的前成員凱恩·李表示：「如果不是因為超級殺手的出現，現在就不會有死亡金屬或黑金屬，甚至連極端金屬可能都不會誕生了」。仙女座樂團的吉他手約翰·賴諾德斯說：「超級殺手在鞭擊金屬的發展中至關重要，後來成為許多不同子流派的基礎，他們是新世代金屬樂團的主要靈感之一」。聖約樂團的吉他手亞歷克斯·斯科爾尼克也說：「在超級殺手出現以前，金屬樂從未如此的鋒利過，他們非常緊湊，在音樂和間奏取得平衡。他們帶來排山倒海的震撼力、狂吼、大鼓，還有最重要的重覆段」。
曾表明受到超級殺手影響的重金屬樂團包括滑結、致命情人、哥斯拉樂團、暴種樂團、食人殭屍、潘特拉、造物主、異教狂徒、黑暗王座、墮落體制、上帝羔羊、比蒙巨獸、邪神之王和時空飛鷹等。弒神者的鼓手史蒂夫·阿斯海姆說：「沒有超級殺手，就沒有今天的弒神者」。神碑樂團吉他手安德烈亞斯·基瑟表示：「沒有超級殺手，神碑樂團是不可能誕生的」。威瑟樂團在2008年發行的同名專輯中，以〈心之歌〉一曲提到超級殺手，歌詞另外也提到了鐵娘子和猶大祭司。死神的前鼓手理查·克里斯帝和食人殭屍的鼓手保羅·馬茲凱維奇都表示，徹底被戴夫在《血之王朝》中的表現所折服。
樂團1986年的專輯《血之王朝》自發行以來對極端金屬和鞭擊金屬都產生了巨大影響，被認為是死亡金屬主要的啟蒙者，美國線上音樂資料庫AllMusic認為：「超級殺手第三張專輯《血之王朝》，極大啟發了整個死亡金屬的胎動，對後來幾支重要的死亡金屬樂團有很深遠的影響」。該專輯對死亡金屬流派有著無與倫比的影響，例如死神、食人殭屍、訃告、病態天使和死亡汽油彈都受到顯著影響。它獲得英國音樂雜誌《Kerrang!》譽為「史上最重的專輯」；英國《唱針雜誌》稱之為「奠定風格的專輯」；美國線上音樂資料庫AllMusic評價為「自發行以來便是不可動搖的經典」。2006年，該專輯獲《金屬之鎚》評價為「過去二十年來的最佳金屬專輯」。根據尼爾森唱片市場調查系統的資料顯示，超級殺手於1991年至2013年間，在美國地區共銷售了490萬張專輯。

## 爭議

超級殺手在90年代初期開始使用的老鷹標誌，這個圖像引起很多爭議，批評者認為它類似納粹德國德意志國防軍頭盔上的徽章。

1995年7月22日，美國少女愛麗莎·帕勒遭到熟人強姦殺害。警方逮捕三名兇手後，愛麗莎的父母在1996年起訴了超級殺手，他們聲稱樂團的歌詞促使兇手謀殺了他們的女兒。三名兇手正好是超級殺手的樂迷，他們麻醉、勒死、刺傷、踩踏、強姦了愛麗莎的屍體，並供稱是為了向撒旦獻祭。這個案件於2000年5月19日開庭審理，原告稱超級殺手和相關公司製作並發行對於青少年成長不利的產品，在歌詞中鼓動暴力行為，並強調「如果不是因為死亡金屬樂團超級殺手有意的市場運作，發生在愛麗莎身上的一系列惡劣罪行就不會發生」。起訴於2001年由於多種原因被法院駁回，其中包括「自由言論原則」、「不具連帶責任義務」和「缺乏可預見性」。愛麗莎的父母又進行了第二次訴訟，改進了他們對超級殺手、唱片公司以及其他一些法人代表的訴訟內容。這次訴訟同樣被駁回。法官傑佛里·伯克表示：「我不認為超級殺手的音樂對未成年人是淫穢、不雅或有害的」。
由於超級殺手的老鷹標誌以及〈死亡天使〉的歌詞，樂團經常遭到外界指控是納粹主義分子或納粹同情者。〈死亡天使〉的歌詞靈感來自納粹德國醫生約瑟夫·門格勒，他於二戰期間在納粹集中營對猶太人進行恐怖的人體試驗，所以被稱為「死亡天使」。在音樂生涯中，樂團成員面對關於這些指控的問題時，也多次強調他們並不寬恕納粹主義，只是對這些話題感興趣而已。

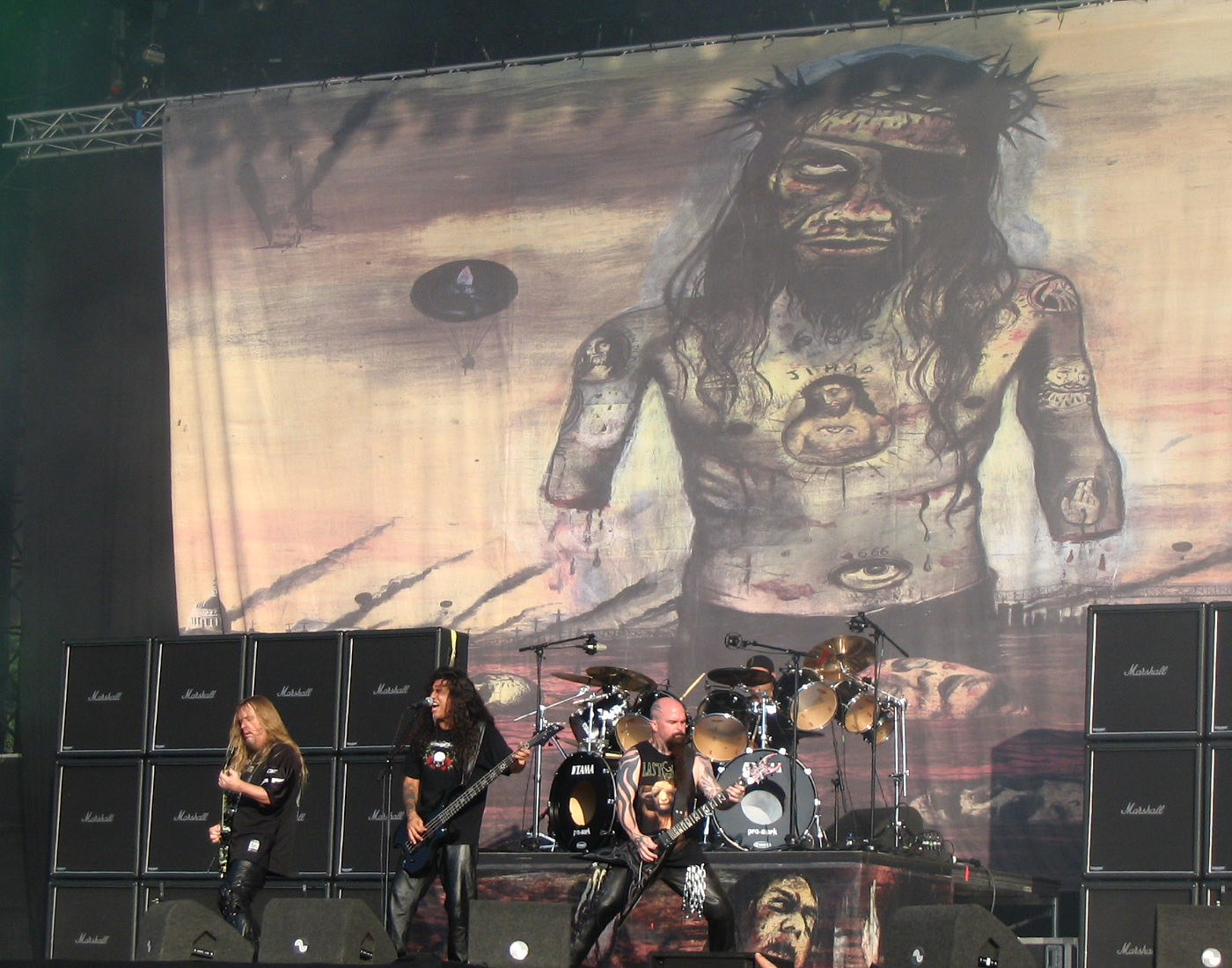
由於樂團的部分藝術圖像非常具有爭議性（如圖中的演唱會舞台佈景），所有在印度的《神蹟再現》專輯都被銷毀。

超級殺手曾經翻唱過危險青年的〈有罪的是白人〉，這也讓公眾提出疑問，是否樂團的音樂中含有白人優越主義的觀點。關於這首翻唱曲目的爭議包括改變副歌“有罪的是白人”為“白人無罪”。凱瑞則說他們這種改變只是一種幽默而已，因為他認為外界稱超級殺手是種族歧視，根本是「無稽之談」。在2004年的採訪中，湯姆被問到「是否有批評者意識到你只是在諷刺？」，他回答：「沒有，人們都覺得我們很認真，你覺得呢？還有那個家長音樂資源中心。當你試著建立一種形象，人們就給你貼上標籤了，偏執的認定你就是蓄意要恐嚇人群」。湯姆也否認了關於超級殺手成員是撒旦主義者的推斷（凱瑞是無神論者，湯姆為天主教徒），但是他們發現撒旦主義很有意思，並且說：「我們所有人都在這個星球上學習並體驗」。
第十張專輯《神蹟再現》中收錄的歌曲〈Jihad〉以九一一襲擊事件恐怖分子的視角出發，設想了這些「敵人」可能會有的想法，因此引起了九一一襲擊事件受害者家屬的爭議。樂團表示這首歌並沒有任何感情色彩，只是客觀的敘述。凱瑞直言不諱的為〈Jihad〉辯護，他表示〈Jihad〉和〈瘋人之眼〉都是電視裡向人們不停灌輸的內容，樂團只不過是當大家都知道的東西做成音樂罷了，超級殺手的成員根本無意宣傳恐怖分子的理念。凱瑞堅信：「我們是超級殺手，所以我們必須與眾不同」，並說：「人們在看過歌詞前就已經有了先入為主的成見。這不但是人的本性，也是美國的本性」。傑夫也強調：「就跟〈死亡天使〉一樣，這只是一首紀實性的作品」。
然而在印度，因為當地的基督教團體抗議《神蹟再現》的專輯封面，EMI集團召回了所有《神蹟再現》專輯。這張專輯由長期和超級殺手合作的美國插畫家拉里·卡羅爾設計，他將耶穌置於「絕望之海」，祂的手臂被截斷、缺了一隻眼睛、軀幹畫著全視之眼和獸名數目、站在飄滿屍體的血海中。孟買的基督教組織天主教世俗論壇召集人約瑟夫·戴亞斯也對《神蹟再現》的專輯封面插圖表達「異常強烈」的嚴正抗議，並向孟買警察總局寄出抗議信函。2006年10月11日，EMI集團宣布所有的專輯已被銷毀，並且在印度也沒有再次發行的打算。然而，這張專輯隨即在黑市源源不絕的出現。在美國加州富勒頓的十七輛公共汽車上，唱片公司買下座位上的廣告欄位，張貼《神蹟再現》的海報。然而市政官員認定是冒犯圖像，聯繫唱片公司要求刪除這些廣告。最終，所有專輯的廣告都遭到銷毀。

## 軼事
- 首張現場專輯《現場不死》其實不是真的演唱會專輯，而是樂團邀請親朋好友當觀眾，以錄音室方式錄製的[155]。
- 超級殺手巡迴時，為了可以24小時看到體育台都會帶著衛星系統[155]。
- 雖然超級殺手是死亡金屬的宗師，但成員不喜歡死亡金屬，他們覺得很吵[155]。
- 美國電影《小精靈2》中，當小精靈變成大蜘蛛時，配樂放了5秒的〈死亡天使〉[155]。
- 迷你專輯《鬧鬼教堂》歌詞本中，印有對麥加帝斯的戴夫·馬斯泰恩和大衛·艾利弗森（英语：David Ellefson）的感謝詞[155]。
- 麥加帝斯的首張專輯《殺戮維生（英语：Killing Is My Business... and Business Is Good!）》歌詞本中，印有戴夫·馬斯泰恩對戴夫·隆巴多（英语：Dave Lombardo）的感謝詞[155]。
- 1990年至1991年波斯灣戰爭期間，有四成來信的樂迷都是職業軍人[155]。
- 凱瑞在發行第五張專輯《地獄四季》後跑去報名了吉他課程[155]，他對自己在這張專輯的表現很不滿意。
- 凱瑞在1994年時曾是猶大祭司主唱羅柏·哈爾福德的鄰居[155]。
- 凱瑞擁有德州摔角選手冷石·史蒂夫·奧斯汀的T恤，每種款式各有5件[155]。
- 凱瑞寫的歌詞，比傑夫跟湯姆寫的更富有押韻[155]。
- 超級殺手剛開始公開演出時，湯姆在每次表演前都非常緊張，他幾乎無法吃東西，甚至會吐[155]。
- 1980年末，超級殺手被禁止在紐約表演，那段期間他們便以「死亡天使」之名表演[155]。
- 美國電玩遊戲《俠盜獵車手IV》中，會隨機出現〈血如雨下〉這首歌[155]。

## 獎項和提名

### 葛萊美獎
| 年份 | 獲提名   | 獎項             | 結果 |
| ---- | -------- | ---------------- | ---- |
| 2002 | 門徒     | 最佳金屬樂演奏獎 | 提名 |
| 2007 | 瘋人之眼 | 最佳金屬樂演奏獎 | 獲獎 |
| 2008 | 最後的六 | 最佳金屬樂演奏獎 | 獲獎 |
| 2010 | 我恨世人 | 最佳金屬樂演奏獎 | 提名 |
| 2011 | 血染地球 | 最佳金屬樂演奏獎 | 提名 |

### Kerrang!音樂獎
| 年份 | 獲提名   | 獎項           | 結果 |
| ---- | -------- | -------------- | ---- |
| 2006 | 超級殺手 | Kerrang!名人堂 | 獲獎 |
| 2013 | 超級殺手 | 傳奇大獎       | 獲獎 |

### 金屬刀鋒讀者選擇獎
| 年份 | 獲提名           | 獎項          | 結果 |
| ---- | ---------------- | ------------- | ---- |
| 2003 | 沃菲爾德劇院之戰 | 年度最佳DVD獎 | 獲獎 |

### 金屬之鎚金神獎
| 年份 | 獲提名   | 獎項               | 結果 |
| ---- | -------- | ------------------ | ---- |
| 2004 | 超級殺手 | 年度最佳現場演出獎 | 獲獎 |

## 作品
更詳細的列表請參見主條目：超級殺手唱片列表
| - 毫不留情（1983年12月3日） - 魔獄將至（1985年4月2日） - 血之王朝（1986年10月7日） - 天堂南端（1988年7月5日） - 地獄四季（1990年10月9日） - 神的干預（1994年9月27日） - 不容置辯（1996年5月28日） - 魔鬼音程（1998年6月9日） - 上帝恨我們（2001年9月11日） - 神蹟再現（2006年8月8日） - 血染地球（2009年11月3日） - 冷血無情（2015年9月11日） - 現場不死（1984年11月16日） - 十年回顧（1991年10月22日） - 鞭金四大天王：史無前例經典現場（2010年11月2日） - 鬧鬼教堂（1984年6月） - 永恆之火（2006年6月6日） - 天啟原聲（2003年11月25日） - 黑膠戰爭（2010年10月12日） | - 侵犯實況（1995年10月31日） - 沃菲爾德劇院之戰（2003年7月29日） - 霸權長存（2004年10月26日） - 邪惡軸心世界巡迴演唱會（2007年10月30日） - 鞭金四大天王：史無前例經典現場（2010年11月1日） - 血如雨下（1986年10月7日） - 死亡天使（1986年10月7日） - 死屍（1986年10月7日） - 地獄四季（1990年10月9日） - 沉著的謀殺（1994年9月27日） - 我恨你（1996年5月28日） - 心靈的污點（1998年6月9日） - 血脈（2001年9月11日） - 崇拜（2006年8月8日） - 瘋人之眼（2006年11月23日） - 殺紅眼（2009年11月3日） - 我恨世人（2009年11月3日） - 暴怒（2015年9月11日） - 當寂靜降臨（2015年9月11日） - 冷血無情（2015年9月11日） |

## 成員列表

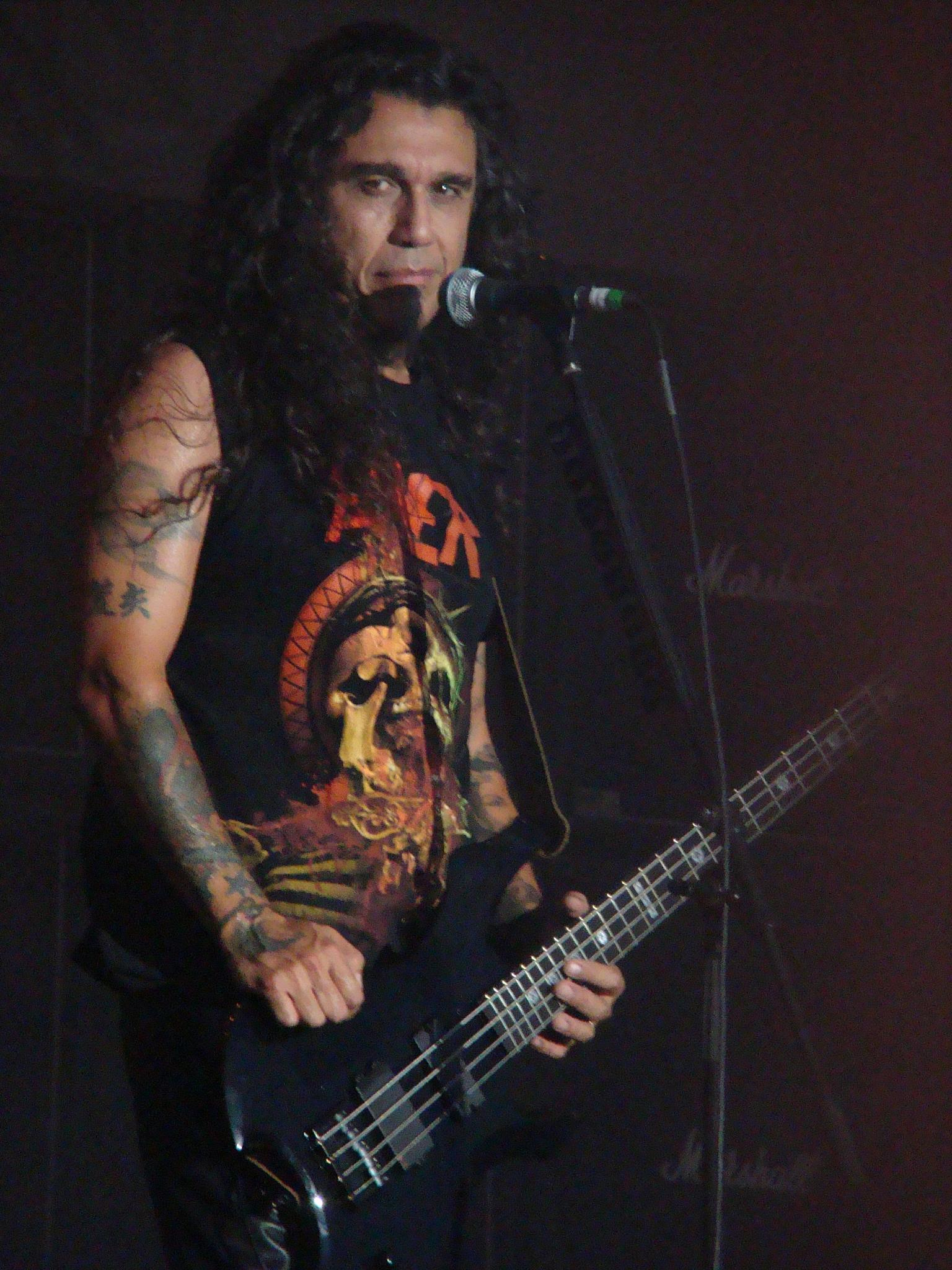
湯姆．阿拉亞
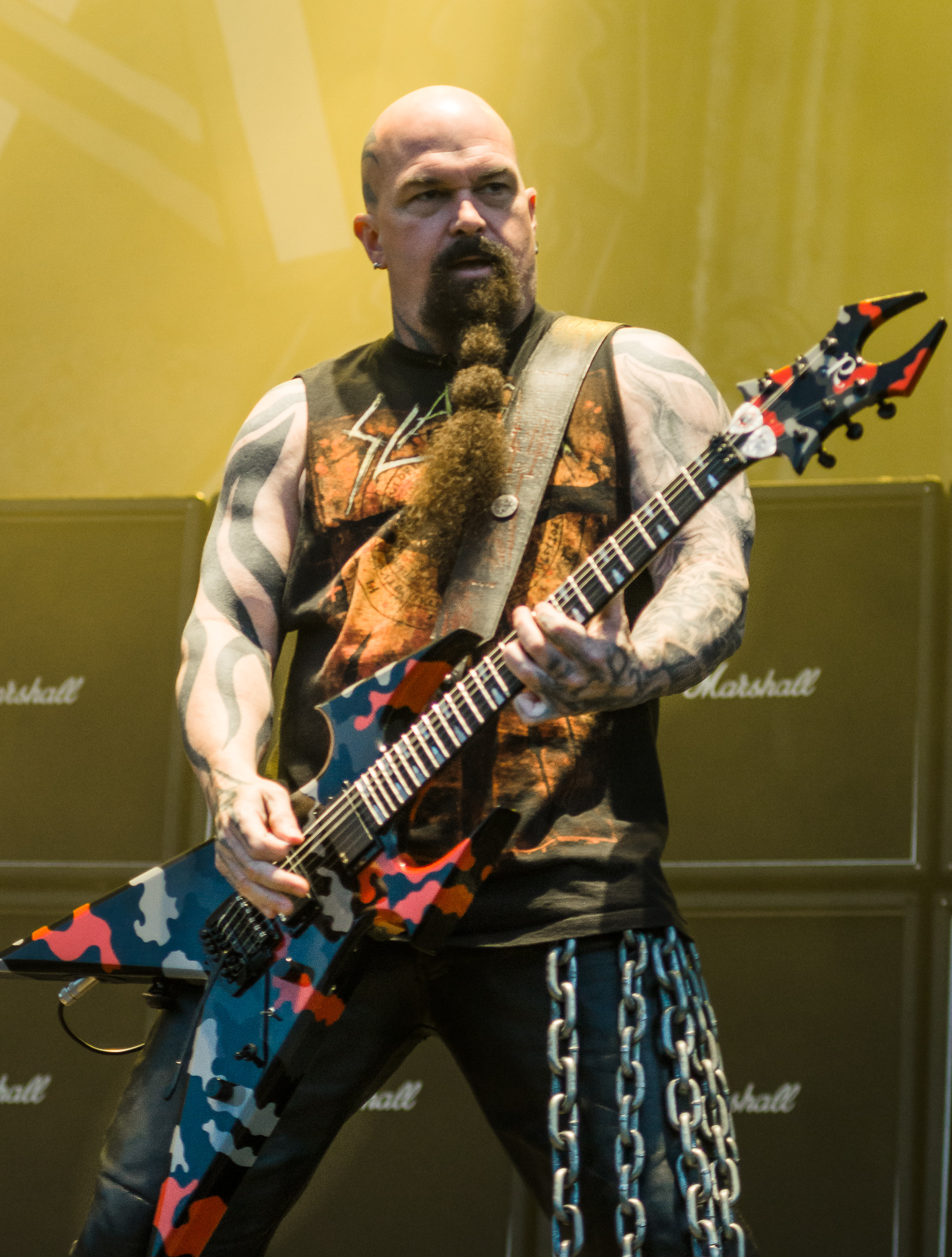
凱瑞·金
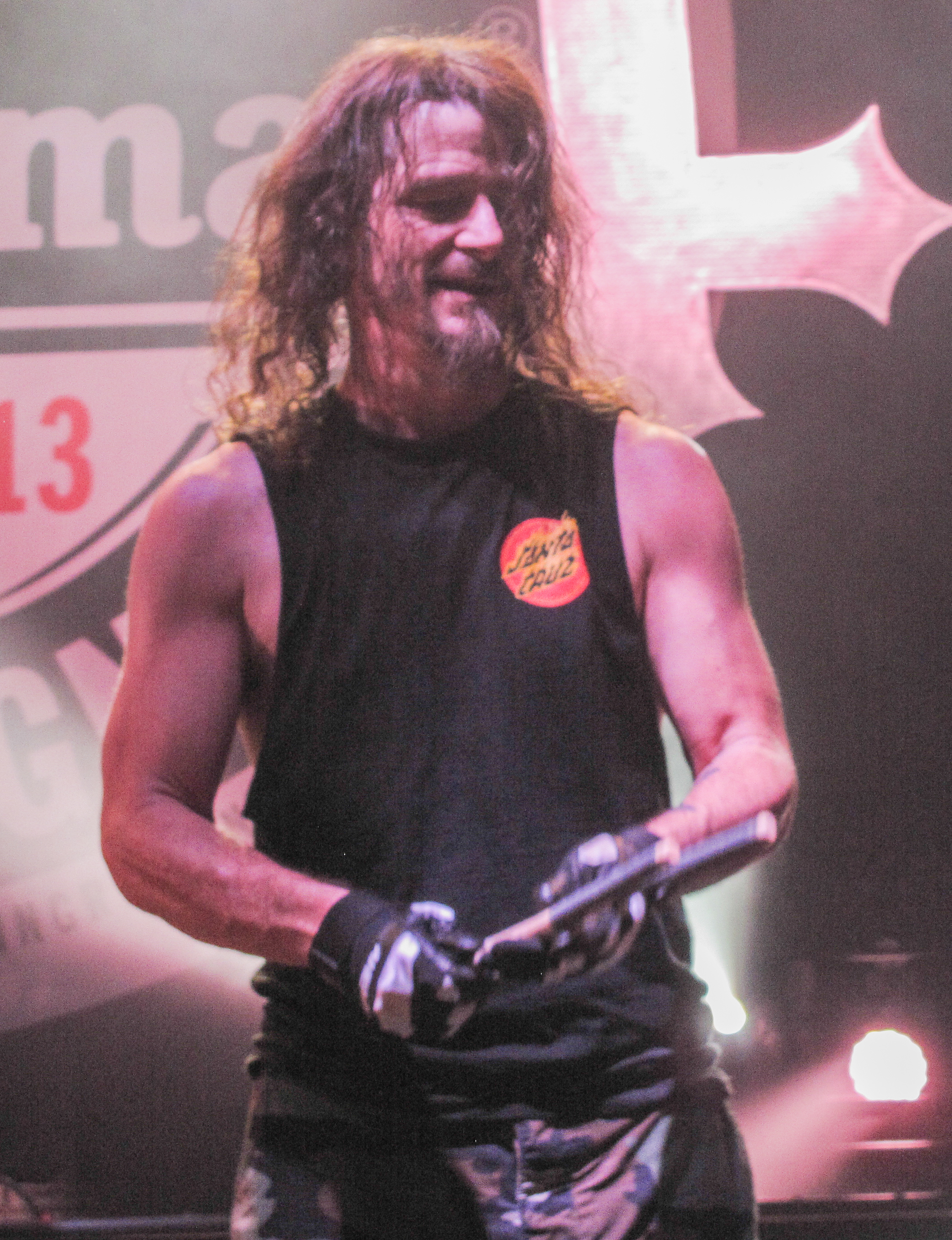
保羅·波斯塔夫
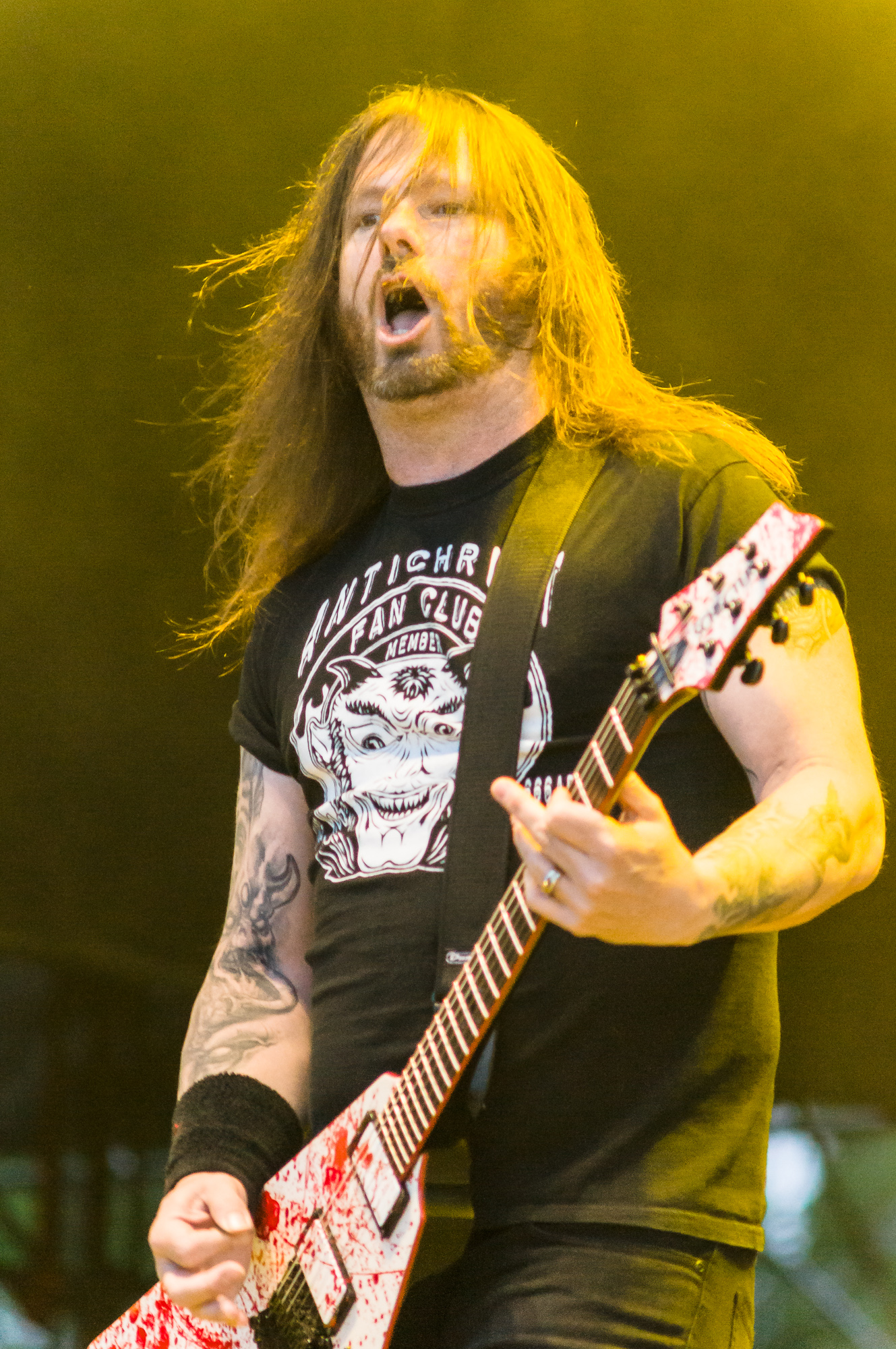
蓋瑞·霍特

| - 湯姆．阿拉亞 – 主唱、貝斯（1981年 - 2019年，2024年 - 至今） - 凱瑞·金 – 吉他、和聲（1981年 - 2019年，2024年 - 至今） - 保羅·波斯塔夫 – 鼓（1992 - 1996年，1997 - 2001年，2013年 - 2019年，2024年 - 至今） - 蓋瑞·霍特 – 吉他（2011年 - 2019年，2024年 - 至今） | - 傑夫·漢尼曼 – 吉他（1981 - 2011年，2013逝世） - 戴夫·隆巴多 – 鼓（1981 - 1986年，1987 - 1991年，2001 - 2013年） - 瓊·丹特 – 鼓（1996 - 1997年，2013年） | - 托尼·斯凱榮內 – 鼓（1986 - 1987年） - 帕特·奧布賴恩 – 吉他（2011年） |